# Knut Bohwim
Knut Bohwim, född 12 mars 1931 i Oslo, död 16 juni 2020 i Oslo, var en norsk före detta skådespelare, produktionschef och regissör, som är mest känd för att ha regisserat flera filmer om Olsenbanden. Han är far till författaren Alexia Bohwim.